# Troides trojana
Espèce
Statut CITES
Troides trojana ou Ornithoptère de Palawan est une espèce de lépidoptères (papillons) de la famille des Papilionidae et de la sous-famille des Papilioninae et du genre Troides, endémique de l'île de Palawan, aux Philippines.

## Taxinomie
Troides trojana a été décrit par le naturaliste Eduard G. Honrath en 1886 sous le nom initial d’Ornithoptera trojana.
Synonyme : Trogonoptera trojana.

## Description
Troides trojana est un papillon d'une grande envergure, entre 180 mm à 190 mm, aux ailes postérieures festonnées, qui présente un dimorphisme sexuel.
Les mâles ont la tête rouge vif, le corps noir, les ailes antérieures noires ornées d'une bande de sept marques vertes en pointe aigüe vers le bord externe et les ailes postérieures noires ornées d'une bande verte. Les revers est noir avec aux ailes antérieures uniquement un zigzag discontinu vert.
Troides trojana ressemble beaucoup à une espèce proche et plus répandue, Troides brookiana, mais s'en distingue notamment par les bandes colorées plus étroites de ses ailes postérieures.
Les femelles ont les ailes de couleur marron aux nervures soulignées de blanc. Sur le dessus elles sont discrètement ornées de vert.

## Biologie

### Plantes hôtes
Les plantes hôtes de sa chenille sont des aristoloches.

## Écologie et distribution
Troides trojana est endémique de l'île de Palawan, aux Philippines.

### Protection
Troides trojana est une espèce protégée, inscrite à l'Annexe II de la CITES (Convention sur le commerce international des espèces de faune et de flore sauvages menacées d'extinction) : son commerce international est limité.